# Wędkowy
Wędkowy – wieś kociewska w Polsce położona w województwie pomorskim, w powiecie tczewskim, w gminie Tczew nad rzeką Szpęgawą. Wieś jest siedzibą sołectwa Wędkowy, w którego skład wchodzi również miejscowość Liniewko.
W latach 1975–1998 miejscowość administracyjnie należała do województwa gdańskiego.